# Wordsworth Donisthorpe

10 frames sobreviventes de London's Trafalgar Square (1890)

Wordsworth Donisthorpe (Leeds, 24 de março de 1847 - Shottermill, 30 de janeiro de 1914) foi um advogado inglês, anarquista individualista e inventor, pioneiro da cinematografia e entusiasta do xadrez. Seu pai era George E. Donisthorpe, também inventor; seu irmão, Horace Donisthorpe, era mirmecologista.

## Biografia
Wordsworth Donisthorpe nasceu em Leeds, Inglaterra, no ano de 1847, sendo parte de uma família ligada às pesquisas científicas. Tornou-se conhecido por seus trabalhos ligados à cinematografia, mas também ajudou a fundar entidades ligadas ao xadrez, além de ser um importante entusiasma do anarquismo, ideologia política sobre a qual discursou em uma conferência organizada pela Sociedade Fabiana em 1886. Ele foi associado à Liberty and Property Defence League e editou seu diário Jus até separar-se da Liga em 1888.
Em 1885, foi co-fundador da British Chess Association e do British Chess Club, duas entidades relativas à prática do xadrez.

Donisthorpe solicitou uma patente em 1876, para uma câmera de filme que ele chamou de "Kinesigraph". O objetivo da invenção era:
| “ | facilitar a tomada de uma sucessão de fotografias em intervalos iguais de tempo, a fim de registrar as alterações ocorridas no movimento do objeto a ser fotografado, e também por meio de uma sucessão de fotos assim tiradas de qualquer objeto em movimento, dando aos olhos uma apresentação do objeto em movimento contínuo, tal como aparecia ao ser fotografado. | ” |

Produziu um modelo dessa câmera por volta do final da década de 1870. Em 1890, também construiu, juntamente com seu primo William Carr Crofts, uma imagem em movimento da Trafalgar Square, em Londres, que tornaram-se bastante famosas. Os dez quadros sobreviventes de London's Trafalgar Square são o filme mais antigo conhecido com imagens da capital inglesa. A câmera que produziu esta imagem foi patenteada em 1889, juntamente com o projetor necessário para mostrar os quadros em movimento.